# Biserica greco-catolică „Nașterea Maicii Domnului” din Timișoara
Biserica „Nașterea Maicii Domnului” din Timișoara este un monument istoric aflat în cartierul Fabric din Timișoara.
Inițial a fost biserică romano-catolică. În anul 1906, după construirea noii biserici parohiale romano-catolice, biserica aceasta a fost donată parohiei greco-catolice din Fabric. În anul 1910 lăcașul a fost prevăzut cu un iconostas. Acesta a fost pictat de Virgil Simonescu (1881-1941) în stilul școlii müncheneze de pictură.
În anul 1948 autoritățile comuniste au trecut biserica în folosința Bisericii Ortodoxe Române. Lăcașul a fost retrocedat pe cale amiabilă Bisericii Române Unite cu Roma în anul 1991.